# Élections législatives de 1997 dans la Manche
Les élections législatives françaises de 1997 se déroulent le 25 mai et le 1er juin 1997. Dans le département de la Manche, cinq députés sont à élire dans le cadre de cinq circonscriptions.

## Élus
| Circonscription | Député sortant      | Parti | Parti    | Député élu ou réélu | Parti | Parti      |
| --------------- | ------------------- | ----- | -------- | ------------------- | ----- | ---------- |
| 1re             | Jean-Claude Lemoine |       | RPR      | Jean-Claude Lemoine |       | RPR        |
| 2e              | René André          |       | RPR      | René André          |       | RPR        |
| 3e              | Alain Cousin        |       | RPR      | Alain Cousin        |       | RPR        |
| 4e              | Claude Gatignol     |       | UDF (PR) | Claude Gatignol     |       | UDF (PPDF) |
| 5e              | Yves Bonnet         |       | UDF (PR) | Bernard Cazeneuve   |       | PS         |

## Résultats

### Résultats à l'échelle du département
| Parti          | Parti                                     | Premier tour | Premier tour | Second tour | Second tour | Sièges |
| Parti          | Parti                                     | Voix         | %            | Voix        | %           | Sièges |
| -------------- | ----------------------------------------- | ------------ | ------------ | ----------- | ----------- | ------ |
|                | Rassemblement pour la République          | 63 360       | 28,76        | 51 497      | 29,10       | 3      |
|                | Union pour la démocratie française        | 31 260       | 14,19        | 42 849      | 24,21       | 1      |
|                | La Droite indépendante                    | 3 132        | 1,42         |             |             | 0      |
|                | Droite parlementaire                      | 97 752       | 44,38        | 94 346      | 53,31       | 4      |
|                |                                           |              |              |             |             |        |
|                | Parti socialiste                          | 36 406       | 16,53        | 46 319      | 26,17       | 1      |
|                | Les Verts                                 | 19 374       | 8,79         | 16 637      | 9,40        | 0      |
|                | Parti communiste français                 | 16 228       | 7,37         |             |             | 0      |
|                | Parti radical-socialiste                  | 9 877        | 4,48         | 19 684      | 11,12       | 0      |
|                | Mouvement des citoyens dont Divers gauche | 4 658        | 2,11         |             |             | 0      |
|                | Gauche plurielle                          | 86 543       | 39,29        | 82 640      | 46,69       | 1      |
|                |                                           |              |              |             |             |        |
|                | Front national                            | 29 055       | 13,19        |             |             | 0      |
|                | Divers écologiste dont MÉI et GÉ          | 4 533        | 2,06         | 0           |             |        |
|                | Lutte ouvrière                            | 1 555        | 0,71         | 0           |             |        |
|                | Divers dont PLN                           | 847          | 0,38         | 0           |             |        |
|                |                                           |              |              |             |             |        |
| Inscrits       | Inscrits                                  | 346 308      | 100,00       | 272 621     | 100,00      | 5      |
| Abstentions    | Abstentions                               | 111 470      | 32,19        | 84 552      | 31,01       |        |
| Votants        | Votants                                   | 234 838      | 67,81        | 188 069     | 68,99       |        |
| Blancs et nuls | Blancs et nuls                            | 14 553       | 6,2          | 11 083      | 5,89        |        |
| Exprimés       | Exprimés                                  | 220 285      | 93,8         | 176 986     | 94,11       |        |

### Résultats par circonscription

#### Première circonscription (Saint-Lô)
| Candidat       | Candidat                          | Parti          | Premier tour | Premier tour | Second tour | Second tour |  |
| Candidat       | Candidat                          | Parti          | Voix         | %            | Voix        | %           |  |
| -------------- | --------------------------------- | -------------- | ------------ | ------------ | ----------- | ----------- |  |
|                | Jean-Claude Lemoine sortant réélu | RPR            | 18 305       | 41,17        | 25 814      | 56,46       |  |
|                | Jean-Karl Deschamps               | PS             | 9 591        | 21,57        | 19 903      | 43,54       |  |
|                | Fernand Le Rachinel               | FN             | 7 395        | 16,63        |             |             |  |
|                | Hervé Houel                       | Les Verts      | 2 165        | 4,87         |             |             |  |
|                | Jacques Declosmesnil              | MDC            | 2 140        | 4,81         |             |             |  |
|                | Guy Le Cann                       | PCF            | 2 057        | 4,63         |             |             |  |
|                | Patrice Lecardonnel               | GÉ             | 1 441        | 3,24         |             |             |  |
|                | Dominique Bauduin                 | MÉI            | 707          | 1,59         |             |             |  |
|                | Jean-Marie Furlin                 | Divers         | 665          | 1,5          |             |             |  |
|                |                                   |                |              |              |             |             |  |
| Inscrits       | Inscrits                          | Inscrits       | 69 989       | 100,00       | 70 012      | 100,00      |  |
| Abstentions    | Abstentions                       | Abstentions    | 22 393       | 32           | 21 189      | 30,26       |  |
| Votants        | Votants                           | Votants        | 47 596       | 68           | 48 823      | 69,74       |  |
| Blancs et nuls | Blancs et nuls                    | Blancs et nuls | 3 130        | 6,58         | 3 106       | 6,36        |  |
| Exprimés       | Exprimés                          | Exprimés       | 44 466       | 93,42        | 45 717      | 93,64       |  |

#### Deuxième circonscription (Avranches)
|                | René André sortant réélu      | RPR            | 26 053 | 54,6   |  |  |  |
|                | Brigitte Chaumont             | PS             | 10 181 | 21,34  |  |  |  |
|                | Jean-Marie Lemoine Le Chesnay | FN             | 5 431  | 11,38  |  |  |  |
|                | Alain Millien                 | Les Verts      | 4 157  | 8,71   |  |  |  |
|                | Antoine Peyry                 | PCF            | 1 895  | 3,97   |  |  |  |
|                |                               |                |        |        |  |  |  |
| Inscrits       | Inscrits                      | Inscrits       | 73 751 | 100,00 |  |  |  |
| Abstentions    | Abstentions                   | Abstentions    | 21 629 | 29,33  |  |  |  |
| Votants        | Votants                       | Votants        | 52 122 | 70,67  |  |  |  |
| Blancs et nuls | Blancs et nuls                | Blancs et nuls | 4 405  | 8,45   |  |  |  |
| Exprimés       | Exprimés                      | Exprimés       | 47 717 | 91,55  |  |  |  |

#### Troisième circonscription (Coutances)
| Candidat       | Candidat                   | Parti          | Premier tour | Premier tour | Second tour | Second tour |  |
| Candidat       | Candidat                   | Parti          | Voix         | %            | Voix        | %           |  |
| -------------- | -------------------------- | -------------- | ------------ | ------------ | ----------- | ----------- |  |
|                | Alain Cousin sortant réélu | RPR            | 19 002       | 43,28        | 25 683      | 56,61       |  |
|                | Elisabeth Boyer            | PRS            | 9 877        | 22,5         | 19 684      | 43,39       |  |
|                | Louis Senoville            | FN             | 4 974        | 11,33        |             |             |  |
|                | Christiane Durchon         | Les Verts      | 2 389        | 5,44         |             |             |  |
|                | Nicolas Langeard           | LDI (MPF)      | 2 094        | 4,77         |             |             |  |
|                | Jacques Dubois             | PCF            | 2 073        | 4,72         |             |             |  |
|                | Jacques Lecostey           | MDC            | 1 832        | 4,17         |             |             |  |
|                | Nicole Judon               | GÉ             | 1 481        | 3,37         |             |             |  |
|                | Yannick Gautier            | PLN            | 182          | 0,41         |             |             |  |
|                |                            |                |              |              |             |             |  |
| Inscrits       | Inscrits                   | Inscrits       | 69 658       | 100,00       | 69 712      | 100,00      |  |
| Abstentions    | Abstentions                | Abstentions    | 23 173       | 33,27        | 21 896      | 31,41       |  |
| Votants        | Votants                    | Votants        | 46 485       | 66,73        | 47 816      | 68,59       |  |
| Blancs et nuls | Blancs et nuls             | Blancs et nuls | 2 581        | 5,55         | 2 449       | 5,12        |  |
| Exprimés       | Exprimés                   | Exprimés       | 43 904       | 94,45        | 45 367      | 94,88       |  |

#### Quatrième circonscription (Valognes)
| Candidat                     | Candidat                      | Parti          | Premier tour | Premier tour | Second tour | Second tour |  |
| Candidat                     | Candidat                      | Parti          | Voix         | %            | Voix        | %           |  |
| ---------------------------- | ----------------------------- | -------------- | ------------ | ------------ | ----------- | ----------- |  |
|                              | Claude Gatignol sortant réélu | UDF (PPDF)     | 19 200       | 46,43        | 24 188      | 59,25       |  |
|                              | Didier Anger                  | Les Verts (PS) | 8 729        | 21,11        | 16 637      | 40,75       |  |
|                              | Alain Labbé                   | PCF            | 6 981        | 16,88        |             |             |  |
|                              | Raymond Lecoeur               | FN             | 6 439        | 15,57        |             |             |  |
|                              |                               |                |              |              |             |             |  |
| Inscrits                     | Inscrits                      | Inscrits       | 64 950       | 100,00       | 64 942      | 100,00      |  |
| Abstentions                  | Abstentions                   | Abstentions    | 20 784       | 32           | 20 821      | 32,06       |  |
| Votants                      | Votants                       | Votants        | 44 166       | 68           | 44 121      | 67,94       |  |
| Blancs et nuls               | Blancs et nuls                | Blancs et nuls | 2 817        | 6,38         | 3 296       | 7,47        |  |
| Exprimés                     | Exprimés                      | Exprimés       | 41 349       | 93,62        | 40 825      | 92,53       |  |
| Source : Assemblée nationale |                               |                |              |              |             |             |  |

#### Cinquième circonscription (Cherbourg)
| Candidat       | Candidat              | Parti          | Premier tour | Premier tour | Second tour | Second tour |  |
| Candidat       | Candidat              | Parti          | Voix         | %            | Voix        | %           |  |
| -------------- | --------------------- | -------------- | ------------ | ------------ | ----------- | ----------- |  |
|                | Bernard Cazeneuve élu | PS             | 16 634       | 38,82        | 26 416      | 58,6        |  |
|                | Yves Bonnet sortant   | UDF (PPDF)     | 12 060       | 28,15        | 18 661      | 41,4        |  |
|                | Pierre Beaudroit      | FN             | 4 816        | 11,24        |             |             |  |
|                | Joël Bosvy            | PCF            | 3 222        | 7,52         |             |             |  |
|                | Hubert Vignet         | Les Verts      | 1 934        | 4,51         |             |             |  |
|                | Régine Mrowka         | LO             | 1 555        | 3,63         |             |             |  |
|                | Jean-Marc Legendre    | LDI (MPF)      | 1 038        | 2,42         |             |             |  |
|                | Ariane Meyer-Levy     | GÉ             | 904          | 2,11         |             |             |  |
|                | Michel Desplats       | US4J           | 686          | 1,6          |             |             |  |
|                |                       |                |              |              |             |             |  |
| Inscrits       | Inscrits              | Inscrits       | 67 960       | 100,00       | 67 955      | 100,00      |  |
| Abstentions    | Abstentions           | Abstentions    | 23 491       | 34,57        | 20 646      | 30,38       |  |
| Votants        | Votants               | Votants        | 44 469       | 65,43        | 47 309      | 69,62       |  |
| Blancs et nuls | Blancs et nuls        | Blancs et nuls | 1 620        | 3,64         | 2 232       | 4,72        |  |
| Exprimés       | Exprimés              | Exprimés       | 42 849       | 96,36        | 45 077      | 95,28       |  |